# Amphibamus
Amphibamus là một chi lưỡng cư Temnospondyli từ Kỷ Cacbon (Pennsylvania giữa) của Châu Âu và Bắc Mỹ. Loài động vật này được coi là đã gần với tổ tiên của động vật lưỡng cư hiện đại. Chiều dài của nó là khoảng 20 cm.

## Bộ sưu tập

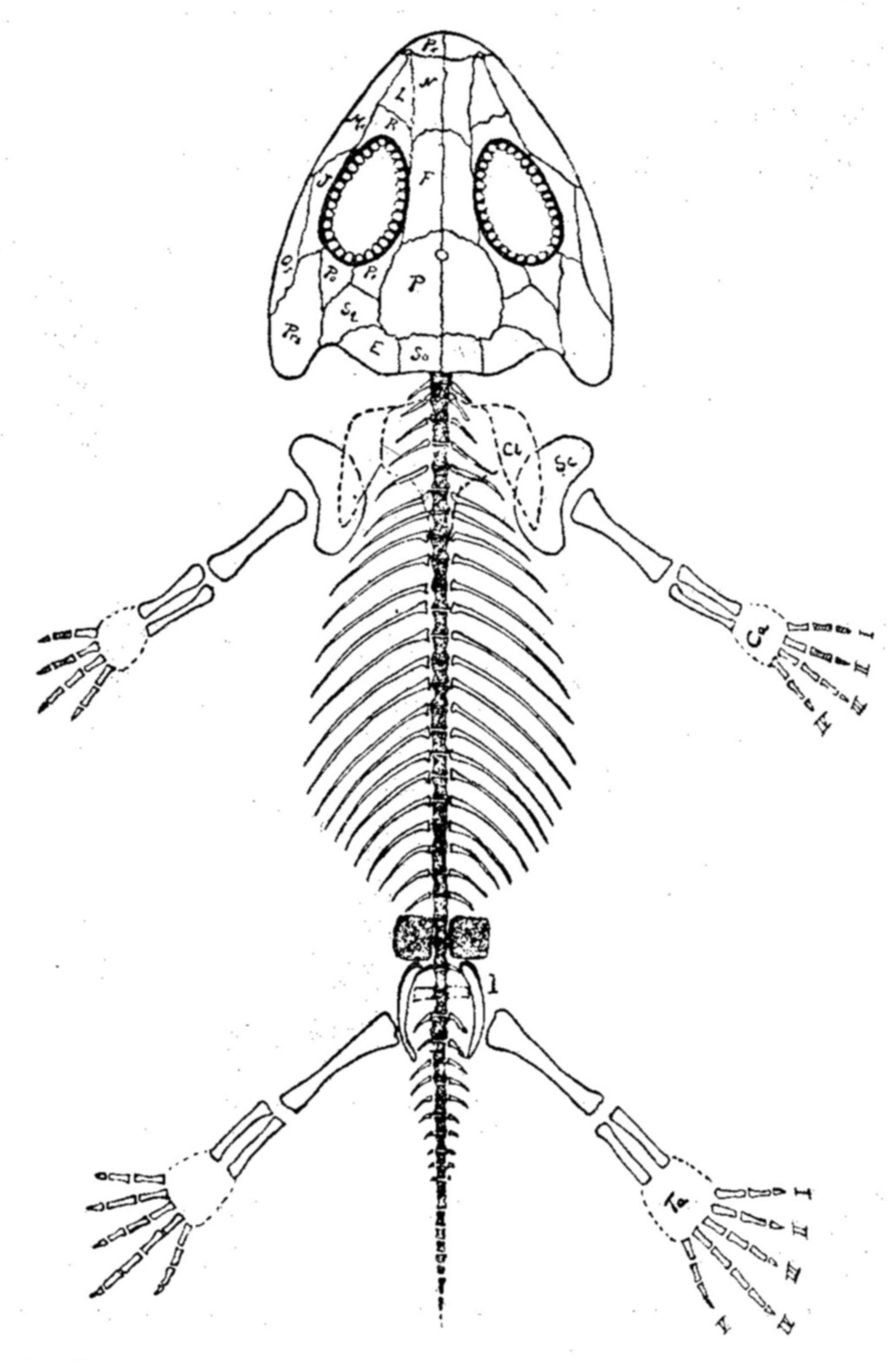
Bộ xương Amphibamus grandiceps.